# Charles Jarrott
Charles Jarrott, britanski dirkač, * 26. marec 1877, London, Anglija, Združeno kraljestvo, † 4. januar 1944, London.
Charles Jarrott se je rodil leta 1877. Ob koncu 19. stoletja je bil eden najbolj znanih britanskih motociklističnih dirkačev. Na prvi večji avtomobilistični dirki je nastopil v sezoni 1901, ko je na dirki Pariz-Berlin zasedel deseto mesto za moštvo Ecurie Panhard. Že na svoji naslednji dirki Pariz-Arras-Pariz v sezoni 1902 je dosegel svoj prvi večji uspeh s tretjim mestom. Svoj največji uspeh v karieri pa je dosegel z zmago na Dirki po Ardenih še v isti sezoni. V sezoni 1903 je z dirkalnikom de Dietrich na dirki Pariz-Madrid dosegel četrto mesto, po štirih zaporednih odstopih pa se je upokojil po dirki St.Petersburg-Moskva v sezoni 1908. Umrl je leta 1944.